# Ventridens lawae
Ventridens lawae är en snäckart som först beskrevs av W. G. Binney 1892.  Ventridens lawae ingår i släktet Ventridens och familjen Zonitidae. Inga underarter finns listade i Catalogue of Life.